# Melanoleuca iris
Melanoleuca iris är en svampart som beskrevs av Kühner 1956. Melanoleuca iris ingår i släktet Melanoleuca och familjen Tricholomataceae.   Inga underarter finns listade i Catalogue of Life.